# Джоти Амджи
Джоти Амджи (ज्योति आम्गे; род. 16 декабря 1993 года) — жительница индийского города Нагпур, занесённая в Книгу рекордов Гиннесса как самая низкорослая женщина.
В день своего 18-летия Амджи имела рост 62,8 см и вес 5,2 кг. В этот день Книга рекордов Гиннесса объявила её самой низкорослой женщиной на Земле. Её маленький рост объясняется ахондроплазией.
В 2012 году она встретилась с самым маленьким мужчиной в мире, Чандрой Бахадуром Данги из Непала. Тогда их сфотографировали для 57-й редакции Книги рекордов Гиннесса (илл. в карточке).
В ноябре 2024 года встретилась в Лондоне с самой высокой женщиной в мире — Румейсой Гелги из Турции.
Статуя Амджи представлена в Музее восковых фигур знаменитостей в Пуне.

## В кино и на телевидении
- Амджи фигурирует в документальной ленте «Body Shock: Two Foot High Teen» (2009).
- Принимала участие в индийском реалити-шоу «Bigg Boss 6».
- В 2014 году вышел 4 сезон сериала «Американская история ужасов» с Джоти Амджи в роли Ма Пети. «Ma Petite» в переводе с французского «моя маленькая».